# Mycoplasma adleri
Mycoplasma adleriはマイコプラズマ属細菌の一種である。この属の細菌は細胞膜の周囲に細胞壁がない。細胞壁がないため、ペニシリンや他のβ-ラクタム系抗生物質など細胞壁合成を標的とする一般的な抗生物質が有効でない。マイコプラズマは現在発見されている中で最も小さな細菌細胞であり、酸素がなくても生存でき、その直径は通常約0.1μmである。ヤギから分離され、感染症を引き起こす。基準株はG145 = ATCC 27948 = CIP 105676。ゲノムは決定されている。M. adleriはグラム陰性で、その形態はroundまたはcoccobacillaryである。個々の細胞の直径は300～600nmで、それぞれが単一の細胞質膜に囲まれている。細胞は様々な発育培地内で「fried-egg」様である。嫌気性である。